# غايتانو فيلاس
غايتانو فيلاس (بالإنجليزية: Gaetano Faillace)‏، من مواليد 17 سبتمبر 1904، وتوفي بتاريخ 31 ديسمبر 1991، هو مصور صحفي أمريكي، اشتهر فيلاس بتصوير الجنرال الأمريكي دوغلاس ماكارثر بجانب الإمبراطور الياباني هيروهيتو عام 1945.